# Герхард Зандберг
Герхард Зандберг (англ. Gerhard Zandberg, 23 квітня 1983) — південноафриканський плавець.
Учасник Олімпійських Ігор 2004, 2008 років.
Чемпіон світу з водних видів спорту 2007 року, призер 2003, 2009, 2011 років.
Призер Чемпіонату світу з плавання на короткій воді 2008 року.
Переможець Ігор Співдружності 2006 року, призер 2002 року.